# ژدار (ناحیه پیسک)
ژدار (به چکی: Žďár) یک منطقهٔ مسکونی در جمهوری چک است که در ناحیه پیسک واقع شده‌است. ژدار ۱۵٫۹۹ کیلومتر مربع مساحت و ۲۳۷ نفر جمعیت دارد و ۳۷۴ متر بالاتر از سطح دریا واقع شده‌است.